# 長谷川モニカ
長谷川 モニカ（はせがわ もにか、1995年11月30日 - ）は、日本のAV女優。アローズ所属。

## 略歴・人物
2015年8月、アダルトビデオメーカー・エスワンの専属女優としてデビュー。「南国出身のハーフ」とされているが、出身地やどこの国とのハーフかは公表されていない。
趣味はスポーツ観戦。

## 出演作品

### アダルトDVD
2015年
- 新人NO.1STYLE 長谷川モニカAVデビュー（8月19日、エスワン）
- 長谷川モニカ、イキます。 初体験4本番（9月19日、エスワン）
- JKお散歩（10月19日、エスワン）
- 秘密捜査官の女 性開発された国際諜報員（11月19日、エスワン）
- 交わる体液、濃密セックス（12月19日、エスワン）

2016年
- 下着モデルをさせられて…（1月19日、エスワン）
- 女子大生とおじさんのイキまくり中出し共同生活（2月7日、プレミアム）
- 新・絶対的美少女、お貸しします。 ACT.55（2月19日、プレステージ）
- 褐色の肌に煌めく汗と愛液。（4月1日、TEPPAN）
- 偶然見かけた貧乳女子がまさかのノーブラ!? 見られる事に興奮した彼女の敏感乳首はビンビンに立っていて… 4（4月9日、DOC）他出演:唯川千尋、香純あいか
- 長谷川モニカ エスワン8時間 コンプリートBEST（1月19日、エスワン）※総集編
- ギャルにオナホを渡し「僕のチ○コを思いっきりシゴいて下さい!」 2（4月20日、DOC）※「ちあき」名義　他出演:みく、あおい、はなこ、ゆう、はなこ、なな、えり、ゆな
- レズビアン専用 ヌーディスト・ホテル in ASIAN RESORT（5月7日、ビビアン）共演:サリー、上原花恋
- 生中出しコギャル4時間 FIVE GALS COLLECTION Vol.7（5月13日、BAZOOKA）他出演:秋月ひな、北条ルルカ、荒川由紀 ほか
- バイト中の休憩時間にエッチな事をしてもらいました! 3（5月20日、DOC）※「さら」名義　他出演:あい、まみ、まき、ゆみ、すみれ、ゆりぽん、みさ、のりこ
- もろ日本人好みの、制服が似合いすぎるハーフ美少女に、ネチネチの濃厚猥褻セックスを教え込んだら、ドMでイキまくる淫乱娘に堕ちてしまった…。（5月25日、オーロラプロジェクト）
- 裸族がホームステイでやってきた!から子作り（6月1日、ZUKKON/BAKKON）共演:AIKA、松本メイ、サリー
- 同級生のスカートが短くて目で追いかける日々。いつものように見てたら、女子にパンチラ照れ誘惑されてドキドキ。しかも「大好き!」とか告白された日には時と場所も関係なく猿みたいに腰をフッた。（6月9日、SWITCH）共演:宮崎あや、森保さな、広瀬うみ、跡美しゅり、松浦ゆきな、あおいれな
- この娘、犯してやる…。（6月13日、オーロラ・プロジェクト）

### イメージDVD
- Monika 南国産の甘い果実・長谷川モニカ（2015年10月8日、REbecca）

## テレビ出演
- W女優おんせん #8,#9（2015年11月、エンタメ〜テレ）共演:伊東紅